# Список умерших в 1185 году

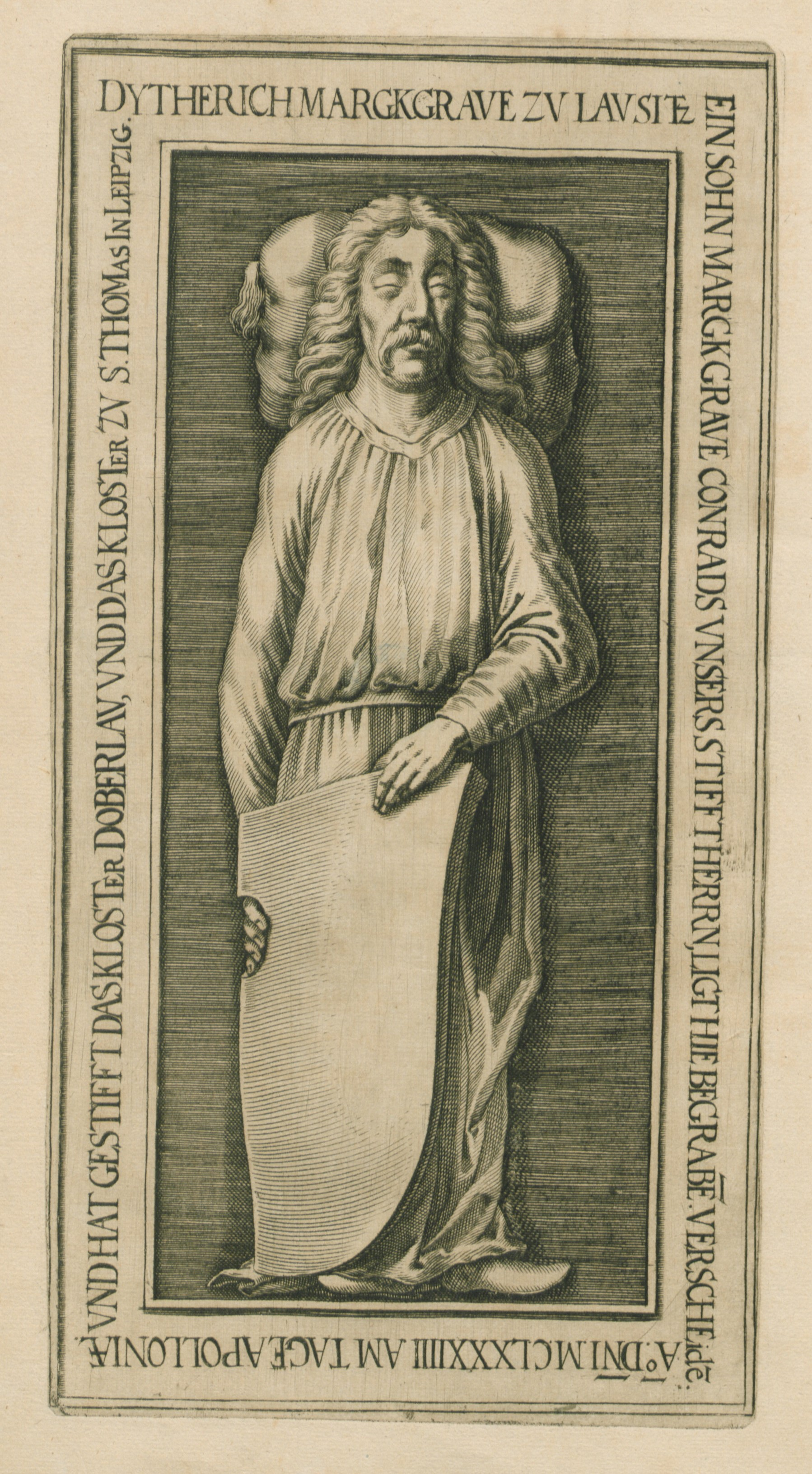
Дитрих II

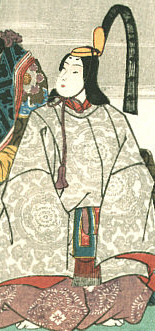
Император Антоку

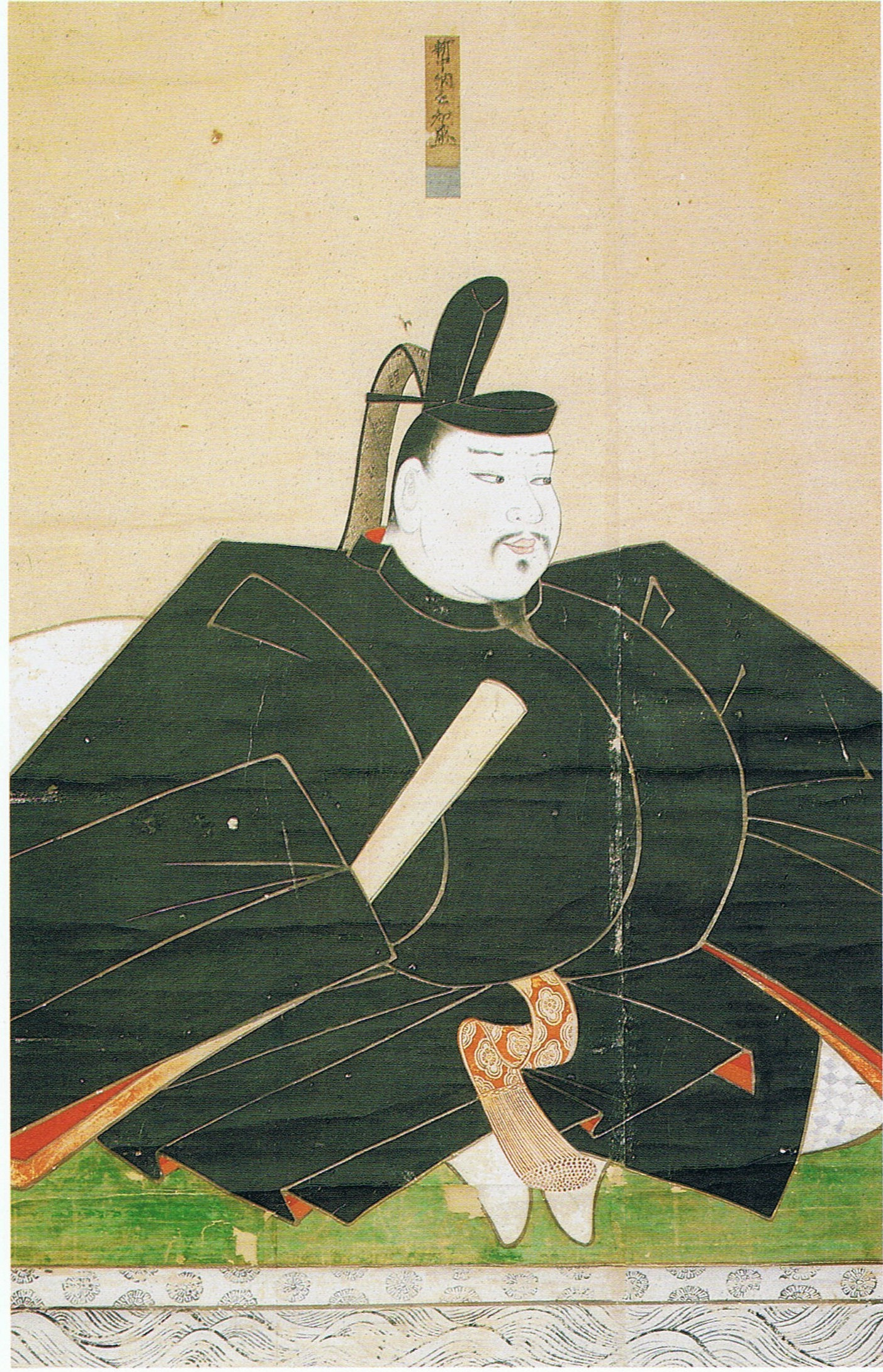
Тайра-но Томомори

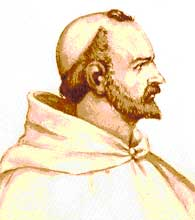
Луций III

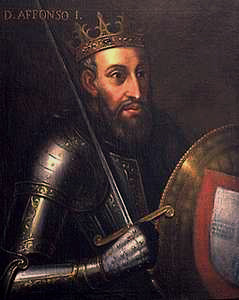
Афонсу I Великий

В этой статье представлен список известных людей, умерших в 1185 году.
См. также: Категория:Умершие в 1185 году'

## Январь
- 1 января — Гилле Бригте, лорд Галлоуэя (1161—1185).

## Февраль
- 9 февраля — Дитрих II — маркграф Лужицкий и первый маркграф Ландсберга (1156—1185).

## Март
- 16 марта — Балдуин IV Иерусалимский Прокажённый — король Иерусалима (1174—1185).
- 30 марта — Беатриса Ретельская — королева-консорт Сицилии (1151—1154), жена Рожера II.

## Апрель
- 25 апреля:
  - Император Антоку (6) — японский император (1180—1185). Погиб в битве при Данноура;
  - Тайро но Токико[англ.] — бабушка Императора Антоку, покончившая вместе с ним жизнь самоубийством во время битвы при Данноура;
  - Тайра-но Томомори — японский военачальник, один из предводителей рода Тайра. Покончил жизнь самоубийством после битвы при Данноура;
  - Тайра-но Цунэмори, самурай, активный участник войны Гэмпэй, третий сын Тайра-но Тадамори, младший брат Тайры-но Киёмори, глава ведомства построек.

## Май
- 30 мая — Макродукас, Константин[англ.] — политический деятель Византийской империи. Казнён

## Июнь
- 11 июня — Конрад II фон Райтенбух[нем.] — епископ Регенсбурга (1167—1185)
- 16 июня — Рыкса Силезская — королева-консорт Кастилии и Леона, императрица всей Испании как жена Альфонсо VII Императора (1152—1157), графиня-консорт Прованса (1162—1166), как жена Раймунда Беренгера II
- 18 июня — Гунцелин I фон Хаген — первый граф Шверина (1167—1185)
- 19 июня — Тайра-но Мунэмори — один из лидеров клана Тайра в войне Гэндзи. Казнён после поражения в битве при Данноура.

## Июль
- 10 июля — Сукман II Шах-Армен, правитель эмирата с центром в Хлате.
- 18 июля — Стефан[англ.] — первый архиепископ Уппсалы (1164—1185) (первый шведский архиепископ).

## Сентябрь
- 11 сентября 
  - Альваро[англ.] — епископ Лиссабона (1166—1185)
  - Стефан Агиахристофорит[англ.] — политический деятель Византийской империи, приближённый Андроника I Комнина. Убит Исааком II Ангелом
- 12 сентября — Андроник I Комнин — византийский император (1183—1185), последний представитель династии Комнинов на византийском престоле. Замучен после свержения.

## Октябрь
- 14 октября — Алан[англ.] — епископ Осера (1152—1167)

## Ноябрь
- 25 ноября — Луций III — декан коллегии кардиналов (1163—1181), папа римский (1181—1185).

## Декабрь
- 6 декабря — Афонсу I Великий — граф Португалии (1128—1139), первый король Португалии (1139—1185)

## Дата неизвестна или требует уточнения
- Аль-Сухайли[англ.] — андалузский мусульманский святой из Марракеша
- Анно фон Ландсберг[нем.] — епископ Миндена (1170—1185).
- Уильям Бассет, английский землевладелец, юстициарий, шериф Уорикшира и Лестершира (1164—1170), шериф Линкольншира (1177—1185).
- Бхаскара II — крупнейший индийский математик и астроном
- Ибн Туфайль — западноарабский философ, учёный и врач, автор «Повести о Хайе, сыне Якзана».
- Мануил Комнин, севастократор, старший сын византийского императора Андроника I Комнина от первый жены Ирины Айнейадиссы.
- Кикути Таканао[англ.] — японский самурай, активный участник войны Гэндзи. Казнён.
- Мухаммад ибн Кара-Арслан[англ.] — правитель Хасанкейфа из династии Артукидов (1167—1185)
- Сильвестр из Тройны[англ.] — католический аббат и отшельник, святой римско-католической церкви.
- Фернандо Родригес де Кастро — военный и политический деятель Кастилии и Леона, губернатор Куэльяра, Дуэньяса, Вальядолида, Торо и Астурии.
- Энрико I дель Карретто, маркграф марки Савона (1162—1185).